# Leen van der Waal
Leendert (Leen) van der Waal (Ridderkerk, 23 september 1928 – aldaar, 10 september 2020) was een Nederlands ingenieur en politicus van de Staatkundig Gereformeerde Partij (SGP). Voor de combinatie SGP/GPV/RPF zat hij van 1984 tot 1997 dertien jaar in het Europees Parlement.

## Biografie
Van der Waal studeerde werktuigbouwkunde aan de Technische Hogeschool van Delft en werkte van 1957 tot 1984 bij Esso, tot 1979 bij de Rotterdamse olieraffinaderij van Esso-Nederland, daarna als hoofd Scheepvaart en binnenvaart van Esso-Benelux.

### Politieke carrière
Van der Waal werd in 1984 namens de gecombineerde lijst van SGP, GPV en RPF in het Europees Parlement verkozen en was daarmee, na zijn installatie op 24 juli van dat jaar, zowel de eerste als enige vertegenwoordiger van deze kleine orthodox-protestantse partijen in de volksvertegenwoordiging van de Europese Unie. Hij werd in 1989 opnieuw verkozen en vormde wederom een eenmansfractie.
Bij zijn herverkiezing in 1994 kreeg hij gezelschap van Hans Blokland van het GPV. Hij verliet op 2 september 1997 voortijdig het Europees Parlement. Er waren in het televisieprogramma Ter Zake van 23 december 1996 beschuldigingen tegen hem geuit van gesjoemel met vergoedingen. Rijk van Dam van de RPF nam zijn plaats in het Europees Parlement over.
Van der Waal richtte zich in het Europees Parlement vooral op onderwerpen als landbouw, milieu, sociale kwesties en vervoer. Vooral voor de binnenscheepvaart zette hij zich in en was hij medeverantwoordelijk voor de totstandkoming van een vrij verkeer op de Europese binnenwateren.

### Overige bestuursfuncties
Van der Waal was lid van het hoofdbestuur van de Gereformeerde Bond. Ook was hij lid van het bestuur van de reformatorische scholengemeenschap Guido de Brès en van het Ikazia Ziekenhuis in Rotterdam.

## Onderscheidingen
- Ridder in de Orde van Oranje-Nassau september 1997

- Gemeinsame Normdatei: 170507106
- International Standard Name Identifier: 0000 0003 5961 1378
- Nederlandse Thesaurus van Auteursnamen: 074445936
- Parlement.com: vg09llzgfhsx
- Virtual International Authority File: 219307339
- WorldCat: E39PBJhdfd6JhG7QKtT4jxwV4q